# Cuora aurocapitata
Cuora aurocapitata är en sköldpaddsart som beskrevs av  Bi-tao Luo och Yu Zong 1988. Arten ingår i släktet Cuora och familjen Geoemydidae. Inga underarter finns listade i Catalogue of Life.
Artens sköld blir 10 till 19,5 cm lång och honor är större än hannar. Dessutom är skölden hos hannar avplattade.
Arten är endemisk för provinsen Anhui i Kina. Den vistas intill vattendrag och dammar och simmar ofta. Honor lägger ägg.
Cuora aurocapitata har nästan samma genetiska egenskaper som Cuora pani och Cuora trifasciata, men de skiljer sig i morfologin.
Exemplar samlas för köttets skull och de säljs som terrariedjur. Ett annat hot är nya dammbyggnader. I fångenskap hölls uppskattningsvis 600 till 800 individer. IUCN kategoriserar Cuora aurocapitata globalt som akut hotad.